# Coordenades d'Eddington-Finkelstein

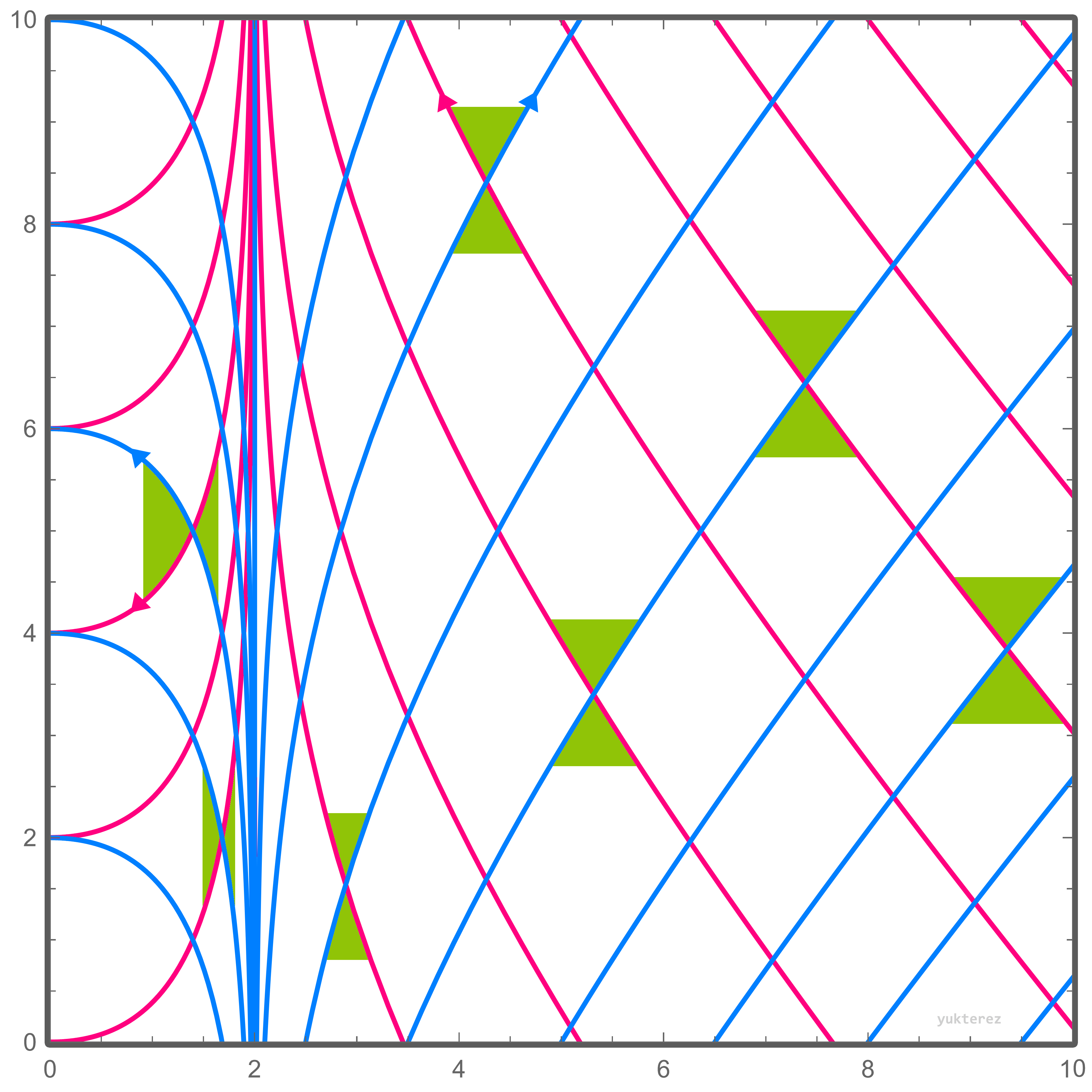
Solució de Schwarzschild en coordenades de Schwarzschild, amb dues dimensions espacials suprimides, deixant només el temps t i la distància des del centre r. En vermell les geodèsiques nul·les entrants. En blau, geodèsiques nul·les sortints. En verd, els cons de llum nul·la sobre els quals la llum es mou, mentre que els objectes massius es mouen dins dels cons.

En relativitat general, les coordenades d'Eddington-Finkelstein són un parell de sistemes de coordenades per a una geometria de Schwarzschild (per exemple, un forat negre amb simetria esfèrica) que s'adapten a geodèsiques nul·les radials. Les geodèsiques nul·les són les línies d'univers dels fotons; les radials són les que es mouen directament cap a la massa central o s'allunyen d'aquesta. Porten el nom d'Arthur Stanley Eddington i David Finkelstein. Tot i que sembla que van inspirar la idea, cap dels dos va anotar mai aquestes coordenades ni la mètrica en aquestes coordenades. Roger Penrose sembla que va ser el primer a escriure la forma nul·la, però ho atribueix a l'article esmentat anteriorment de Finkelstein i, en el seu assaig del Premi Adams més tard aquell mateix any, a Eddington i Finkelstein. De manera més influent, Misner, Thorne i Wheeler, al seu llibre Gravitation, es refereixen a les coordenades nul·les amb aquest nom.
En aquests sistemes de coordenades, els raigs de llum radials que viatgen cap a l'exterior (cap a l'interior) (que segueixen cadascun una geodèsica nul·la) defineixen les superfícies de "temps" constant, mentre que la coordenada radial és la coordenada d'àrea habitual, de manera que les superfícies de simetria de rotació tenen una àrea de {\displaystyle 4{\pi }r^{2}}. Un avantatge d'aquest sistema de coordenades és que mostra que la singularitat aparent al radi de Schwarzschild és només una singularitat de coordenades i no és una veritable singularitat física. Tot i que Finkelstein va reconèixer aquest fet, Eddington no el va reconèixer (o si més no, no el va comentar), el propòsit principal del qual era comparar i contrastar les solucions esfèricament simètriques de la teoria de la gravitació de Whitehead i la versió d'Einstein de la teoria de la relativitat.

## Mètrica de Schwarzschild
Les coordenades de Schwarzschild són {\displaystyle (t,r,\theta ,\varphi )}, i en aquestes coordenades la mètrica de Schwarzschild és ben coneguda:
{\displaystyle ds^{2}=\left(1-{\frac {2GM}{r}}\right)\,dt^{2}-\left(1-{\frac {2GM}{r}}\right)^{-1}\,dr^{2}-r^{2}d\Omega ^{2}}
on
{\displaystyle d\Omega ^{2}\equiv d\theta ^{2}+\sin ^{2}\theta \,d\varphi ^{2}.}
és la mètrica riemanniana estàndard de la 2-esfera unitària.
Tingueu en compte que les convencions que s'utilitzen aquí són la signatura mètrica de ( + − − − ) i les unitats naturals on c = 1 és la velocitat adimensional de la llum, G la constant gravitatòria i M és la massa característica de la geometria de Schwarzschild.

## Coordenada de tortuga
Les coordenades d'Eddington-Finkelstein es basen en la coordenada de la tortuga, un nom que prové d'una de les paradoxes de Zenó d'Elea sobre una cursa a peu imaginària entre Aquil·les, de peus veloços, i una tortuga.
La coordenada de la tortuga {\displaystyle r^{*}} es defineix:
{\displaystyle r^{*}=r+2GM\ln \left|{\frac {r}{2GM}}-1\right|.}
per tal de satisfer:
{\displaystyle {\frac {dr^{*}}{dr}}=\left(1-{\frac {2GM}{r}}\right)^{-1}.}
La coordenada de la tortuga {\displaystyle r^{*}} enfocaments {\displaystyle -\infty } com {\displaystyle r} s'acosta al radi de Schwarzschild {\displaystyle 2GM}.
Quan alguna sonda (com ara un raig de llum o un observador) s'acosta a l'horitzó d'esdeveniments d'un forat negre, la seva coordenada de temps de Schwarzschild creix infinitament. Els raigs nuls sortints en aquest sistema de coordenades tenen un canvi infinit en t en viatjar des de l'horitzó. La coordenada de la tortuga està pensada per créixer infinitament a la velocitat adequada per cancel·lar aquest comportament singular en els sistemes de coordenades construïts a partir d'ella.
L'augment de la coordenada temporal fins a l'infinit a mesura que s'acosta a l'horitzó d'esdeveniments és el motiu pel qual mai es podria rebre informació de cap sonda enviada a través d'aquest horitzó d'esdeveniments. Això malgrat que la sonda en si mateixa pot viatjar més enllà de l'horitzó. També és per això que la mètrica espaciotemporal del forat negre, quan s'expressa en coordenades de Schwarzschild, esdevé singular a l'horitzó i, per tant, no pot traçar completament la trajectòria d'una sonda que cau.

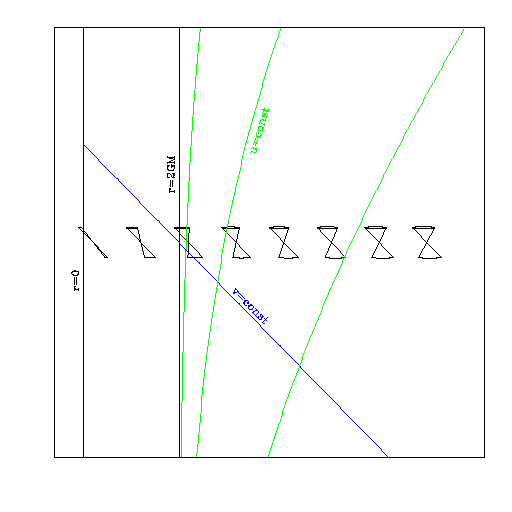
Aquest és un gràfic dels cons de llum de les coordenades vr on l'eix r és una línia recta obliqua inclinada cap a l'esquerra. La línia blava és un exemple d'una de les línies constants v. Es representen els cons de llum a diversos valors de r. Les línies verdes són diverses línies constants en forma d'u. Tingueu en compte que s'acosten a r = 2GM asimptòticament. En aquestes coordenades, l'horitzó és l'horitzó del forat negre (no pot sortir res). El diagrama de les coordenades ur és el mateix diagrama cap per avall i amb u i v intercanviats al diagrama. En aquest cas, l'horitzó és l'horitzó del forat blanc, del qual poden sortir la matèria i la llum, però no hi pot entrar res.

## Mètrica
Les coordenades d'Eddington-Finkelstein entrants s'obtenen substituint la coordenada t per la nova coordenada {\displaystyle v=t+r^{*}}. En aquestes coordenades, la mètrica de Schwarzschild es pot escriure com
{\displaystyle ds^{2}=\left(1-{\frac {2GM}{r}}\right)dv^{2}-2\,dv\,dr-r^{2}d\Omega ^{2}.}
on de nou {\displaystyle d\Omega ^{2}=d\theta ^{2}+\sin ^{2}\theta \,d\varphi ^{2}} és la mètrica riemanniana estàndard de la 2-esfera de radi unitari.
De la mateixa manera, les coordenades d'Eddington-Finkelstein sortints s'obtenen substituint t per la coordenada nul·la {\displaystyle u=t-r^{*}}. La mètrica ve donada per
{\displaystyle ds^{2}=\left(1-{\frac {2GM}{r}}\right)du^{2}+2\,du\,dr-r^{2}d\Omega ^{2}.}
En ambdós sistemes de coordenades, la mètrica és explícitament no singular al radi de Schwarzschild (tot i que un component s'anul·la en aquest radi, el determinant de la mètrica encara no és nul·la i la mètrica inversa no té termes que divergeixin allà).
Tingueu en compte que per a raigs nuls radials, v = const o {\displaystyle v-2r^{*}} =const o equivalent {\displaystyle u+2r^{*}} =const o u=const tenim que dv/dr i du/dr s'acosten a 0 i ±2 a r gran, no ±1 com es podria esperar si es considerés u o v com a "temps". Quan es representen diagrames d'Eddington-Finkelstein, les superfícies de u o v constants se solen dibuixar com a cons, amb línies constants de u o v dibuixades amb una inclinació de 45 graus en lloc de plans (vegeu, per exemple, el requadre 31.2 de MTW). Algunes fonts, en canvi, prenen {\displaystyle t'=t\pm (r^{*}-r)\,}, corresponent a superfícies planes en aquests diagrames. En termes d'això {\displaystyle t'} la mètrica esdevé
{\displaystyle ds^{2}=\left(1-{\frac {2GM}{r}}\right)dt'^{2}\pm {\frac {4GM}{r}}\,dt'\,dr-\left(1+{\frac {2GM}{r}}\right)\,dr^{2}-r^{2}d\Omega ^{2}=(dt'^{2}-dr^{2}-r^{2}d\Omega ^{2})+{\frac {2GM}{r}}(dt'\pm dr)^{2}}
que és Minkowskià en un valor gran de r. (Aquest era el temps de coordenades i la mètrica que tant Eddington com Finkelstein van presentar als seus articles.)
Les coordenades d'Eddington-Finkelstein encara són incompletes i es poden ampliar. Per exemple, les geodèsiques semblants al temps que viatgen cap a l'exterior definides per (amb τ el temps propi)
{\displaystyle r(\tau )={\sqrt {2GM\tau }}}
{\displaystyle {\begin{aligned}v(\tau )&=\int {\frac {r(\tau )}{r(\tau )-2GM}}\,d\tau \\&=C+\tau +2{\sqrt {2GM\tau }}+4GM\ln \left({\sqrt {\frac {\tau }{2GM}}}-1\right)\end{aligned}}}
té v ( τ ) → −∞ com a τ → 2 GM. És a dir, aquesta geodèsica semblant al temps té una longitud pròpia finita cap al passat on surt de l'horitzó ( r = 2 GM ) quan v esdevé menys infinit. Les regions per a v i r finits < 2 GM és una regió diferent de u i r finits < 2 GM. L'horitzó r = 2 GM i v finit (l'horitzó del forat negre) és diferent del que té r = 2 GM i u finita (l'horitzó del forat blanc ).
La mètrica en coordenades de Kruskal-Szekeres cobreix tot l'espai-temps de Schwarzschild estès en un únic sistema de coordenades. El seu principal desavantatge és que en aquestes coordenades la mètrica depèn tant de les coordenades de temps com de l'espai. En Eddington-Finkelstein, com en les coordenades de Schwarzschild, la mètrica és independent del "temps" (ja sigui t en Schwarzschild, o u o v en les diverses coordenades d'Eddington-Finkelstein), però cap d'aquestes cobreix l'espai-temps complet.
Les coordenades d'Eddington-Finkelstein tenen certa similitud amb les coordenades de Gullstrand-Painlevé, ja que ambdues són independents del temps i penetren (són regulars a través de) l'horitzó futur (forat negre) o passat (forat blanc). Cap de les dues és diagonal (les hipersuperfícies de "temps" constant no són ortogonals a les hipersuperfícies de r constant). Les últimes tenen una mètrica espacial plana, mentre que les hipersuperfícies espacials de "temps" constant de la primera són nul·les i tenen la mateixa mètrica que la d'un con nul en un espai de Minkowski ( {\displaystyle t=\pm r} en l'espai-temps pla).